# Биатлон на Зимским олимпијским играма 2010 — масовни старт за мушкарце
Такмичење у биатлонској дисциплини масовни старт за мушкарце на Зимским олимпијским играма 2010. у Ванкуверу одржана је у Олимппијском комплексу Вистлер Парк који се налази у Мадели Крику у долини Калахан, 21. фебруара, 2010. са почетком у 11:00 часова по локалном времену.

## Правила такмичења
Масовни или групни старт, је дисциплина у биатлону где сви такмичари стартују у исто време. Стаза је дуга 15 километара са четири гађања у току трке. Гађа се два пута из лежећег и два пута из стојећег става. На првог гађању сваки такмичар гађа на мети са његовим стартним броојем, а остала гађања су по редоследу доласка до мете. Као и у спринту за сваки промашај такмичар мора возити казнени круг од 150 метара. По правилима Светског купа учествује само тридесет такмичара(упола мање од потере јер сви крећу у исто време).
Учествује 30 такмичара из 15 земаља.

## Земље учеснице
| - Аустрија (4) - Белорусија (1) - Канада (1) - Хрватска (1) - Чешка (1) | - Француска (3) - Немачка (4) - Норвешка (3) - Пољска (1) - Русија (3) | - Словенија (1) - Словачка (1) - Шведска (1) - Швајцарска (1) - Украјина (2) - Сједињене Америчке Државе (2) |

- У загради се налази број биатлонаца који се такмиче за ту земљу

## Резултати
| Пласман | Ст. бр. | Име                  | Држава                    | Време   | Промашаји (Л+Л+С+С) | Заоастатак |
| ------- | ------- | -------------------- | ------------------------- | ------- | ------------------- | ---------- |
| 01      | 8       | Јевгениј Устјугов    | Русија                    | 35:35,7 | 0 (0+0+0+0)         |            |
| 02      | 16      | Мартен Фуркад        | Француска                 | 35:46,2 | 3 (2+0+0+1)         | +10.5      |
| 03      | 19      | Павол Хурајт         | Словачка                  | 35:52,3 | 0 (0+0+0+0)         | +16,6      |
| 4       | 4       | Кристоф Зуман        | Аустрија                  | 36:01,6 | 1 (0+1+0+0)         | +25,9      |
| 5       | 17      | Данијел Месотич      | Аустрија                  | 36:05,9 | 3 (0+1+0+2)         | +30,2      |
| 6       | 12      | Иван Черезов         | Русија                    | 36:09.2 | 3 (0+2+0+1)         | +33.5      |
| 7       | 10      | Доминик Ландертингер | Аустрија                  | 36:09.7 | 4 (1+0+1+2)         | +34.0      |
| 8       | 1       | Венсан Же            | Француска                 | 36:10,3 | 1 (0+0+0+1)         | +34,6      |
| 9       | 7       | Јаков Фак            | Хрватска                  | 36:10,5 | 3 (1+0+1+1)         | +34,8      |
| 10      | 14      | Михаел Грајс         | Немачка                   | 36:10,7 | 3 (0+0+1+2)         | +35,0      |
| 11      | 24      | Томаж Сикора         | Пољска                    | 36:13,1 | 3 (2+1+0+0)         | +37,4      |
| 12      | 2       | Бјерн Фери           | Шведска                   | 36:13,3 | 2 (0+0+0+2)         | +37,6      |
| 13      | 3       | Емил Хегле Свендсен  | Норвешка                  | 36:20,7 | 3 (0+0+1+2)         | +45.0      |
| 14      | 11      | Симон Фукард         | Француска                 | 36:28,1 | 1 (0+1+0+0)         | +52,4      |
| 15      | 23      | Андреас Бирнбахер    | Немачка                   | 36:30,2 | 3 (0+1+2+0)         | +54,5      |
| 16      | 26      | Михал Шлесингр       | Чешка                     | 36:35,6 | 2 (1+1+0+0)         | +59,9      |
| 17      | 13      | Арнд Пајфер          | Немачка                   | 36:44,5 | 2 (0+0+2+0)         | +1:08,8    |
| 18      | 15      | Тим Берк             | Сједињене Америчке Државе | 36:44,7 | 4 (0+0+3+1)         | +1:09,0    |
| 19      | 30      | Халвард Ханеволд     | Норвешка                  | 36:56.6 | 3 (0+1+0+2)         | +1:20,9    |
| 20      | 6       | Сергеј Новиков       | Белорусија                | 36:59,3 | 3 (0+0+1+2)         | +1:23,6    |
| 21      | 27      | Сергиј Седнев        | Украјина                  | 37:02,8 | 2 (0+0+2+0)         | +1:27.1    |
| 22      | 18      | Антон Шипулин        | Русија                    | 37:04,7 | 3 (1+0+1+1)         | +1:29,0    |
| 23      | 29      | Кристоф Штефан       | Немачка                   | 37:11.4 | 4 (0+1+1+2)         | +1:35.7    |
| 24      | 22      | Томас Фрај           | Швајцарска                | 37:12,9 | 2 (0+1+1+0)         | +1:37,2    |
| 25      | 9       | Симон Едер           | Аустрија                  | 37:29,7 | 4 (0+0+2+2)         | +1:54,0    |
| 26      | 25      | Андриј Дериземља     | Украјина                  | 37:43,9 | 5 (0+2+3+0)         | +2:08,2    |
| 27      | 5       | Оле Ејнар Бјерндален | Норвешка                  | 37:46,5 | 7 (1+2+3+1)         | +2:10,8    |
| 28      | 21      | Клемен Бауер         | Словенија                 | 38:16,9 | 5 (2+0+0+3)         | +2:41,2    |
| 29      | 28      | Џереми Тила          | Сједињене Америчке Државе | 38:36,1 | 4 (1+1+0+2)         | +3:00,4    |
| 30      | 20      | Жан Филип Легелек    | Канада                    | 39:18,5 | 7 (0+4+0+3)         | +3:42,8    |